# 98
98 (XCVIII) var ett normalår som började en måndag i den julianska kalendern.

## Händelser

### Januari
- 27 januari – Trajanus efterträder Nerva som romersk kejsare. Trajanus är den förste romerske kejsare, som har fötts i en romersk provins (Italica, nära Sevilla). Han anses som en utmärkt soldat och administratör och ett bevis för detta är att han håller sitt intåg i Rom utan någon särskild ceremoni och därmed vinner folkets bevågenhet. Han fortsätter Augustus, Vespasianus och Nervas politik genom att återge senaten hela dess status som regering. Han har ett tydligt mål med imperiet och håller god ordning på finanserna. Skatterna är under hans regering, utan särskilda höjningar, tillräckliga för att täcka utgifterna i budgeten.

### Okänt datum
- De informatörer som Domitianus har använt för att upprätthålla sitt tyranni utvisas från Rom.
- För att kunna upprätthålla hamnen i Alexandria återöppnar Trajanus kanalen mellan Nilen och Röda havet.
- Trajanus utför en av Nervas idéer genom att börja införa ett välfärdssystem där man ska se till att fattiga barn blir omhändertagna och får mat.
- Tacitus skriver sina verk Agricola en biografi om Gnaeus Julius Agricola och Germania.
- Sedan Clemens I har avlidit väljs Evaristus till påve (detta år eller 97, 99, 100 eller 101).

## Avlidna
- 27 januari – Nerva, romersk kejsare sedan 96
- Apollonios från Tyana, grekisk-romersk filosof och matematiker (född 2)